# Bertrand Westphal
Pour les articles homonymes, voir Westphal.
 (août 2023).
Bertrand Westphal est un essayiste et un universitaire français né le 10 mai 1962 à Strasbourg.

## Biographie
Professeur de littérature générale et comparée, il enseigne à l’Université de Limoges depuis 1998. Il a dirigé de 2000 à 2019 l’unité de recherche (EA 1087, puis UR 13334) « Espaces Humains et Interactions Culturelles », qu’il a contribué à créer. Avant d’être en poste à Limoges, il a enseigné tour à tour à la Libera Università di Lingue e Comunicazione I.U.LM. de Milan (1987-1992) et à l’Università degli Studi de la même ville (1992-1998). Il a été Visiting Professor à Texas Tech University (2005) et à la University of North Carolina Charlotte (2013-2015). Depuis 2023, il est titulaire d’une chaire fondamentale (géocritique) à l’Institut Universitaire de France (I.U.F.).

## Œuvre
Bertrand Westphal est l’initiateur de la géocritique, qui constitue l’une des principales approches littéraires des processus de représentation des espaces humains. Après avoir dirigé le premier ouvrage collectif portant sur ce sujet (La géocritique mode d’emploi), il publie l’essai La Géocritique. Réel, fiction, espace aux éditions de Minuit, en 2007. En 2011, ce livre est traduit en anglais (États-Unis) par Robert Tally. Il le sera ensuite dans diverses autres langues (italien, portugais, chinois…). La Géocritique jette les bases de la théorie homonyme (spatio-temporalité ou rapport entre représentations de l’espace et du temps; transgressivité ou mobilité des représentations spatiales ; référentialité ou relations entre le référent dit «objectif» et ses représentations fictionnelles ; lisibilité générale des espaces référentiels). En 2011, Bertrand Westphal donne une suite à l’essai de 2007 : Le Monde plausible. Espace, lieu, carte, qui propose une étude diachronique des modèles de représentation spatiale distinguant espace ouvert et lieu clos et accordant une valeur particulière aux cartes géographiques. En 2013, cet ouvrage a été traduit en anglais (États-Unis) par Amy Wells sous le titre The Plausible World.
En 2016, un troisième essai publié chez Minuit établit un lien entre l’approche géocritique et les études de world literature, tout en mettant l’accent sur l’examen de la cartographie artistique. Intitulé, La Cage des méridiens. La littérature et l’art contemporain face à la globalisation, cet essai est lauréat du Prix littéraire Paris-Liège en 2017. Il a été traduit en chinois en 2023. En 2019, un quatrième essai, Atlas des égarements. Études géocritiques paraît chez Minuit. Il complète « la trilogie géocritique» sous l’angle de la cartographie artistique. En 2023, Bertrand Westphal publie L’Infini culturel. Théorie littéraire et fragilité du divers chez Brill. Ce nouveau livre propose une lecture critique de la world literature et de la francophonie, ainsi qu’un examen de la notion d’ethnocentrisme.
Bertrand Westphal est l’auteur de plusieurs autres livres. Roman et Évangile (2000) est consacré à la transposition, au sens narratologique, d’épisodes ou de personnages tirés des Évangiles dans le roman européen contemporain. L’œil de la Méditerranée : Une odyssée littéraire (2005) regroupe une série d’études de hauts lieux méditerranéens ; et Austro-fictions : Une géographie de l’intime (2010) explore les œuvres d’une douzaine d’écrivain(e)s autrichien(ne)s d’aujourd’hui.

### Essais et monographies
- L’Infini culturel. Théorie littéraire et fragilité du divers, Leyde, Brill, 2023, 216 p.  (ISBN 978-90-04-52157-5)
- Atlas des égarements. Études géocritiques, Paris, Éditions de Minuit, coll. « Paradoxe », 2019, 190 p.  (ISBN 978-2-7073-4537-0)
- La Cage des méridiens. La Littérature et l’Art contemporain face à la globalisation, Paris, Éditions de Minuit, 2016, 272 p.  (ISBN 978-2-7073-2958-5)
- Le Monde plausible. Espace, lieu, carte, Paris, Éditions de Minuit, coll. « Paradoxe », 2011, 256 p.  (ISBN 9782707321930)
- Austro-fictions : Une géographie de l'intime, Publications de l'Université de Rouen et du Havre, éditeur, coll. « Austriaca », 2010, 190 p.  (ISBN 978-2877754927)
- La Géocritique. Réel, fiction, espace, Paris, Éditions de Minuit, coll. « Paradoxe », 2007, 304 p.  (ISBN 9782707320049)
- L’Œil de la Méditerranée : Une odyssée littéraire, La Tour d'Aigues, France, Éditions de l'Aube, coll. « Regards croisés », 2005, 397 p.  (ISBN 9782752601681)
- Roman et Évangile. Transposition de l'Évangile dans le roman européen contemporain, Limoges, Presses universitaires de Limoges, 2002, 406 p.  (ISBN 9782842872281)

### Direction ou co-direction d’ouvrages collectifs
- Francophone Literature as World Literature, avec Christian Moraru et Nicole Simek (éds.), New York, Bloomsbury, 2020, 320 p.  (ISBN 978-1-5013-4714-6)
- Le silence et la parole au lendemain des guerres yougoslaves, avec Lauren Lydic (éds), Limoges, PULIM, coll. « Espaces Humains », 2015, 266 p.  (ISBN 978-2842876647)
- Géocritique : État des lieux/ Geocriticism: A Survey, avec Clément Lévy (éds.), Limoges, PULIM, coll. « Espaces Humains, 2014, 274 p.  (ISBN 978-2842877187)
- L’Émergence, en réponse aux travaux de Jean-Marie Grassin, avec Jacques Fontanille et Juliette Vion-Dury (éds.), Bern, Berlin, Bruxelles, Peter Lang, 2011, 282 p.  (ISBN 978-3-0343-0513-6)
- Espaces, Tourismes, Esthétiques, avec Lorenzo Flabbi et Col., Limoges, Presses universitaires de Limoges, coll. « Espaces humains », 2010, 272 p.  (ISBN 978-2842875077)
- Littérature et espaces, avec Juliette Vion-Dury et Jean-Marie Grassin, Limoges, Presses universitaires de Limoges, 2003, 668 p.,  (ISBN 978-2842873080)
- Le Rivage des mythes : une géocritique méditerranéenne : le lieu et son mythe, Limoges, Presses universitaires de Limoges, coll. « Espaces humains », 2001, 384 p.  (ISBN 9782842871994)
- La Géocritique mode d’emploi, Limoges, Presses universitaires de Limoges, 2000, 311 p.  (ISBN 978-2842871406)

### Sources
- Sophie Deltin, Le matricule des Anges, No 088, novembre-décembre 2007, « La Géocritique » [archive], sur http://www.lmda.net [archive] (consulté le 15 novembre 2011)
- Compte rendu publié dans Acta fabula (avril 2017, vol. 18, no 4) : "Pour une anti‑polémologie du savoir. Les structures discursives de l’Occident" par Marine Meunier, Essais critiques, avril 2017, URL : http://www.fabula.org/revue/document10270.php, page consultée le 25 avril 2017.